# 이탈리아 제68적십자병원
이탈리아 제68적십자병원(L’OSPEDALE Croce Rossa Italiana N°68)은 이탈리아가 6·25 전쟁 당시 파견한 야전병원이다.

## 역사
이탈리아 제68적십자병원 의료진이 1951년 10월 16일 나폴리에서 출국하여 한국에 도착한 것은 1951년 11월 16일이었으며, 1955년 1월 2일에 철수했다. 150 병상 규모였으며, 군의관 6명, 약제사 1명, 간호원 6명, 위생병 50명이 주축이었다. 서울시 영등포구에서 의료 지원 활동을 했다.
1951년 12월 6일 서울우신초등학교 건물에 병원을 만들고 개원하여 1954년 12월 30일 한국 정부에 병원을 이관하였다.

## 요약
- 입국: 1951년 11월 16일
- 출국: 1955년 1월 2일
- 병원 / 부대 운영기간: 1951년 12월 6일 (개원일) ~ 1954년 12월 30일 (병원 한국 정부 이관일)
- 활동 지역: 서울 영등포구
- 파견 인원: 72 (근무인원) / 189 (연인원)
- 수상 내역:
  - 대통령부대표창: 2회 (1952-10-06, 1954-12-22)

## 같이 보기
- 6.25 전쟁 의료지원단 파견 국가
- 6.25 전쟁 유엔군 파병 국가

## 참고 문헌
- 6.25 전쟁과 유엔군 - 국방부 군사편찬연구소, 2015 (E-BOOK) 보관됨 2023-07-09 - 웨이백 머신
- 6.25 전쟁과 유엔군 - 국방부 군사편찬연구소, 2015 (PDF) 보관됨 2023-07-09 - 웨이백 머신
- 통계로 본 6.25 전쟁 - 국방부 군사편찬연구소, 2014 (E-BOOK) 보관됨 2023-07-09 - 웨이백 머신
- 통계로 본 6.25 전쟁 - 국방부 군사편찬연구소, 2014 (PDF) 보관됨 2021-01-11 - 웨이백 머신
- 유엔군 지원사 - 국방부 군사연구소, 1998 (E-BOOK) 보관됨 2023-07-09 - 웨이백 머신
- 유엔군 지원사 - 국방부 군사연구소, 1998 (PDF) 보관됨 2023-07-09 - 웨이백 머신
- 한국전쟁 요약 - 국방부 전사편찬위원회, 1986 (PDF) 보관됨 2023-07-09 - 웨이백 머신
- 한국전쟁사 제11권 - 유엔군 참전편 (뉴질랜드, 필리핀, 남아프리카 공화국, 태국, 튀르키예, 영국, 미국, 덴마크, 인도, 이탈리아, 노르웨이, 스웨덴) - 국방부 전사편찬위원회, 1980 (E-BOOK) 보관됨 2023-07-07 - 웨이백 머신
- 한국전쟁사 제11권 - 유엔군 참전편 (뉴질랜드, 필리핀, 남아프리카 공화국, 태국, 튀르키예, 영국, 미국, 덴마크, 인도, 이탈리아, 노르웨이, 스웨덴) - 국방부 전사편찬위원회, 1980 (PDF) 보관됨 2023-07-09 - 웨이백 머신

- The History of the UN Forces in the Korean War-3 (Belgium, Colombia, France, Greece, Luxembourg, Netherlands, Denmark, Italy, Norway, Sweden) - ROK Ministry of National Defense Institute for Military History, 1974 (E-BOOK) 보관됨 2023-07-09 - 웨이백 머신
- The History of the UN Forces in the Korean War-3 (Belgium, Colombia, France, Greece, Luxembourg, Netherlands, Denmark, Italy, Norway, Sweden) - ROK Ministry of National Defense Institute for Military History, 1974 (PDF) 보관됨 2023-06-05 - 웨이백 머신
- The History of the UN Forces in the Korean War-6 (Summary) - ROK Ministry of National Defense Institute for Military History, 1977 (E-BOOK) 보관됨 2023-07-09 - 웨이백 머신
- The History of the UN Forces in the Korean War-6 (Summary) - ROK Ministry of National Defense Institute for Military History, 1977 (PDF) 보관됨 2023-06-28 - 웨이백 머신